# Hesketh (motorfiets)
Hesketh is een historisch merk van motorfietsen.
Hesketh Automotive Products Ltd, later Hesleydon, Easton Neston, Towcester, Northamptonshire 1980-1982.
Engels merk van Lord Alexander Hesketh, die eerder succes boekte in de formule 1 autosport.
In 1980 presenteerde hij een 1000 cc V-twin met een Weslake-blok, die volgens hem de “Rolls Royce” onder de motorfietsen was, hoewel hij hem ook wel de "Aston Martin op twee wielen" noemde.
Er volgde echter flinke kritiek op de machine waarna het twee jaar duurde voor deze op de markt kwam. Het was echter een veel te duur product. Hoewel er nog een uitvoering met kuip verscheen, de Vampire, verdween het merk Hesketh al in het jaar van de uiteindelijke presentatie, 1982. In hetzelfde jaar werd de productie onder de bedrijfsnaam Hesleydon weer opgestart, maar in 1985 sloot ook dit bedrijf. Er waren 250 machines gebouwd.
In 1991 presenteerde Mick Broom, die beide keren bij het Hesketh-project betrokken was geweest een nieuwe machine, de Vortan, die hij in zijn eigen bedrijf Broom Development Engineering wilde produceren. Dit bedrijf was gevestigd op Heskeths landgoed Easton Neston. In 2004 bracht Broom weer onder de naam Hesketh een 1200 cc v-twin. Tegenwoordig worden alle modellen van het merk Hesketh weer geleverd door Broom Development Engineering. Broom produceert inmiddels ook een 1200 cc versie.